# 方員
方員（1407年—1463年），字懋規，福建福州府永福縣人，民籍。明朝政治人物。進士出身。

## 生平
宣德四年，福建己酉乡试中第十名舉人。宣德八年，登癸丑科會試第七十六名，三甲五十九名進士，正統三年六月授行人司行人，六年七月擢授福建道監察御史，丁憂歸。服闋，十一年十一月復除浙江道，景泰三年正月升广西布政司右参政，四年八月升廣東按察使，六年四月坐吏科都给事中林聪事被勘問，天順七年（1463年）十二月卒于官。

## 家族
曾祖父方仲選。祖父方錄。父亲方浩。母林氏。具慶下。弟方伯。娶趙氏。